# Vuurtoren van Ar Men
De Vuurtoren van Ar-Men is een vuurtoren aan de Bretonse kust, nabij het eiland Île de Sein. Ar-Men is een van de bekendste vuurtorens, vanwege zijn geïsoleerde ligging en de moeilijkheden die tijdens de bouw plaatsvonden dan wel het gevaar in het evacueren van het personeel toentertijd.
De toren werd gebouwd tussen 1867 en 1881 op een rif dat enkel zichtbaar is bij extreem laagtij. Ingenieur Georges de Joly stond in voor de bouw. Tijdens eerste jaren van de bouw konden er op een jaar maar enkele uren gewerkt worden aan de fundamenten. In 1897 startten werken om de toren te versterken. Deze werken eindigden pas in 1902. In 1923 brak er een brand uit in de toren maar de vuurtorenwachters konden ontkomen. Tijdens de Tweede Wereldoorlog werd de vuurtoren opgeblazen door Duitse troepen en na de oorlog heropgebouwd. Op 10 april 1990 werd er een halogeenlamp van 250 watt geplaatst in de vuurtoren, met een flitssignaal (van drie flitsen) om de twintig seconden. De vuurtoren werd toen ook geautomatiseerd.

## Fictie
- De striptekenaar Jacques Martin gebruikte de vuurtoren als model voor de vuurtoren van het fictieve Tergaou in De vlammenzee van de stripreeks Lefranc.
- De Franse striptekenaar Emmanuel Lepage maakte in 2017 een strip over de vuurtoren: Ar-men, hel der hellen (uitgeverij Roarrr voor de Nederlandse uitgave).